# Johan Henrik Antenor Nydqvist

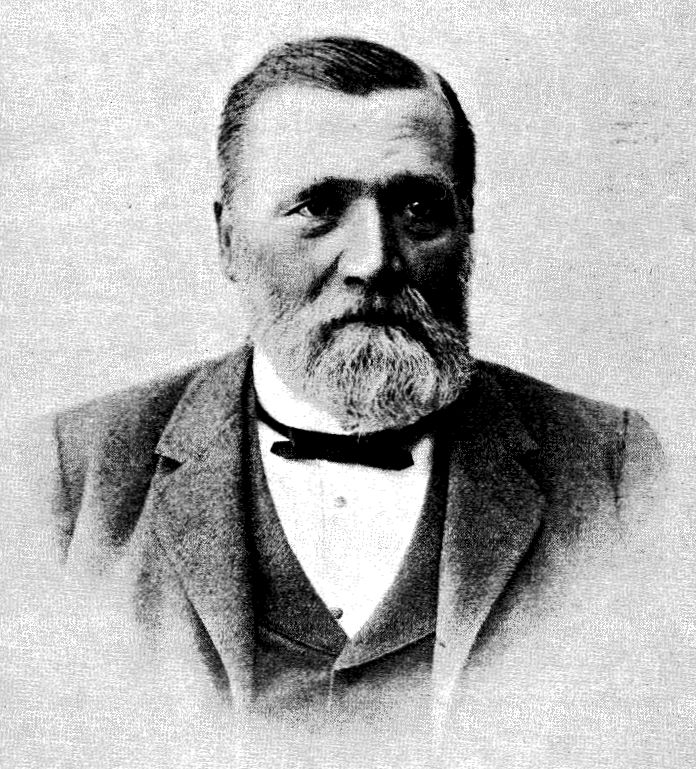
Johan Henrik Antenor Nydqvist im Jahr 1902

Johan Henrik Antenor Nydqvist (* 31. Januar 1817 in Stockholm; † 24. Mai 1914 in Trollhättan) war ein schwedischer Ingenieur und Industrieller.
Nydqvist wurde am 31. Januar 1817 als Sohn des Chirurgen Herman Nydqvist geboren.
Er besuchte in Stockholm das Teknologiska Institutet, das er 1833 abschloss. Im Januar nahm eine Beschäftigung bei einer Spinnerei in Mölndal, wo er bis 1836 blieb.
Er begab sich danach zusammen mit seinem Bruder auf eine dreijährige Studienreise durch Europa, wobei er in verschiedenen Betrieben in Chemnitz, Österreich, der Schweiz und dem Elsass arbeitete.
Er beschäftigte sich mit der Entwicklung von Wasserturbinen und konnte einige Patente hierzu erwerben. 1847 gründete er mit zwei Schulfreunden das Unternehmen Trollhättans Mekaniska Verkstad, das er ab 1867 eigenständig führte und das eines der größten privaten Unternehmen Schwedens werden sollte. 1906 übergab er die Firmengeschicke in die Hände seines Sohnes Herman Nydqvist.